# Carduiceps scalaris
Carduiceps scalaris är en insektsart som först beskrevs av Piaget 1880.  Carduiceps scalaris ingår i släktet tigerlöss, och familjen fjäderlöss. Arten är reproducerande i Sverige.